# ناوتو ساکورای
ناوتو ساکورای (انگلیسی: Naoto Sakurai؛ زادهٔ ۲ سپتامبر ۱۹۷۵) بازیکن فوتبال اهل ژاپن است.
از باشگاه‌هایی که در آن بازی کرده‌است می‌توان به باشگاه فوتبال اوراوا رد دیاموندز و باشگاه فوتبال توکیو وردی اشاره کرد.